# Браслав (князь Паннонской Хорватии)
Браслав — последний князь Паннонской Хорватии в 880—898/900, бывший вассалом Восточно-Франкского королевства. Территория, которой он владел, была расширена франками путём включения в её состав территорий бывшего Паннонского княжества в 896 году.
Браслав воевал против своего славянского соседа — Великой Моравии князя Святополка I, находясь на службе у короля Арнульфа Каринтийского. Союз против Великой Моравии расширился, когда прибывшие венгры вступили в борьбу на стороне франкского короля.
После смерти Святополка в 894 венгры восстали против франкского короля, так что король Арнульф отдал княжество Нижней Паннонии князю Браславу, стремясь спасти то, что можно было спасти от венгерских набегов.
Но судьба Паннонии уже не могла быть изменена, так как венгры захватили её в 900/901, что положило конец царствованию Браслава.